# Championnat d'Écosse de football 2010-2011
Navigation
Édition précédente Édition suivante
Le Championnat d'Écosse de football 2010-2011 (ou Clydesdale Bank Premier League pour des raisons de parrainage) est la 114e édition du Championnat d'Écosse de football. Les Rangers Football Club, champions en titre, remettent leur titre en jeu. Le championnat débute le 14 août 2010 et se termine le 15 mai 2011.

## Les clubs participant à l’édition 2010-2011
| \| Aberdeen FC Glasgow · Celtic - Rangers Dundee United Édimbourg · Hibernian - Hearts Kilmarnock FC Inverness CT Saint Mirren Motherwell Saint Johnstone Hamilton \| Localisation des clubs engagés dans le championnat. |
| Aberdeen FC Glasgow · Celtic - Rangers Dundee United Édimbourg · Hibernian - Hearts Kilmarnock FC Inverness CT Saint Mirren Motherwell Saint Johnstone Hamilton                                                           |

| Club                                       | Stade              | Capacité | Ville      |
| ------------------------------------------ | ------------------ | -------- | ---------- |
| Aberdeen Football Club                     | Pittodrie Stadium  | 22 199   | Aberdeen   |
| Celtic Football Club                       | Celtic Park        | 60 832   | Glasgow    |
| Dundee United Football Club                | Tannadice Park     | 14 209   | Dundee     |
| Hamilton Academical Football Club          | New Douglas Park   | 6 000    | Hamilton   |
| Heart of Midlothian Football Club          | Tynecastle Stadium | 17 420   | Édimbourg  |
| Hibernian Football Club                    | Easter Road        | 20 250   | Édimbourg  |
| Inverness Caledonian Thistle Football Club | Caledonian Stadium | 7 711    | Inverness  |
| Kilmarnock Football Club                   | Rugby Park         | 18 128   | Kilmarnock |
| Motherwell Football Club                   | Fir Park Stadium   | 13 742   | Motherwell |
| Rangers Football Club                      | Ibrox Stadium      | 51 082   | Glasgow    |
| Saint Mirren Football Club                 | St. Mirren Park    | 8 006    | Paisley    |
| Saint Johnstone Football Club              | McDiarmid Park     | 10 700   | Perth      |

## Classement
Le classement est établi sur le barème de points classique (victoire à 3 points, match nul à 1, défaite à 0).
Critères de départage :
1. plus grande « différence de buts générale »
2. plus grand nombre de buts marqués

| Rang | Équipe              | Pts | J  | G  | N  | P  | Bp | Bc | Diff |
| ---- | ------------------- | --- | -- | -- | -- | -- | -- | -- | ---- |
| 1    | Rangers FC (T) (LC) | 93  | 38 | 30 | 3  | 5  | 88 | 29 | +59  |
| 2    | Celtic FC (SC)      | 92  | 38 | 29 | 5  | 4  | 85 | 22 | +63  |
| 3    | Heart of Midlothian | 63  | 38 | 18 | 9  | 11 | 53 | 45 | +8   |
| 4    | Dundee United       | 61  | 38 | 17 | 10 | 11 | 55 | 50 | +5   |
| 5    | Kilmarnock FC       | 49  | 38 | 13 | 10 | 15 | 53 | 55 | -2   |
| 6    | Motherwell FC       | 46  | 38 | 13 | 7  | 18 | 40 | 56 | -16  |
|      |                     |     |    |    |    |    |    |    |      |
| 7    | Inverness CT (P)    | 53  | 38 | 14 | 11 | 13 | 51 | 44 | +7   |
| 8    | Saint Johnstone     | 44  | 38 | 11 | 11 | 16 | 23 | 43 | -20  |
| 9    | Aberdeen FC         | 38  | 38 | 11 | 5  | 22 | 39 | 59 | -20  |
| 10   | Hibernian FC        | 37  | 38 | 10 | 7  | 21 | 39 | 61 | -22  |
| 11   | Saint Mirren        | 33  | 38 | 8  | 9  | 21 | 33 | 57 | -24  |
| 12   | Hamilton Academical | 26  | 38 | 5  | 11 | 22 | 24 | 59 | -35  |

Qualifications européennes
Ligue des champions 2011-2012
- 3e tour de qualification pour champions

Ligue Europa 2011-2012
- Tour de barrages
- 3e tour de qualification
- 2e tour de qualification

Relégation
- Relégation en First Division

Abréviations
(T) : Tenant du titre

(P) : Promu

(LC) : Vainqueur League Cup

(SC) : Vainqueur Scottish Cup

## Résultats
Lors des 33 premiers matchs, chaque équipe affronte les 11 autres trois fois (deux fois à domicile et une fois à l'extérieur, ou inversement).
Puis le classement est divisé en deux poules de six équipes, où chacune d'entre elles rencontre les cinq autres une fois (à domicile ou à l'extérieur).
Matchs 1-22
| Résultats (▼dom., ►ext.)                                   | ABE | CEL | DUN | HAM | HEA | HIB | INV | KIL | MOT | RAN | JOH | MIR |
| Aberdeen                                                   |     | 0-3 | 1-1 | 4-0 | 0-1 | 4-2 | 1-2 | 0-1 | 1-2 | 2-3 | 0-1 | 2-0 |
| Celtic                                                     | 9-0 |     | 1-1 | 3-1 | 3-0 | 2-1 | 2-2 | 1-1 | 1-0 | 1-3 | 2-0 | 4-0 |
| Dundee                                                     | 3-1 | 1-2 |     | 2-1 | 2-0 | 1-0 | 0-4 | 1-1 | 2-0 | 0-4 | 1-0 | 1-2 |
| Hamilton                                                   | 0-1 | 1-1 | 0-1 |     | 0-4 | 1-2 | 1-3 | 2-2 | 0-0 | 1-2 | 1-2 | 0-0 |
| Heart of Midlothian                                        | 5-0 | 2-0 | 1-1 | 2-0 |     | 1-0 | 1-1 | 0-3 | 0-2 | 1-2 | 1-1 | 3-0 |
| Hibernian                                                  | 1-2 | 0-3 | 2-2 | 1-1 | 0-2 |     | 1-1 | 2-1 | 2-1 | 0-3 | 0-0 | 2-0 |
| Inverness CT                                               | 2-0 | 0-1 | 0-2 | 0-1 | 1-3 | 4-2 |     | 1-3 | 1-2 | 1-1 | 1-1 | 1-2 |
| Kilmarnock                                                 | 2-0 | 1-2 | 1-2 | 3-0 | 1-2 | 2-1 | 1-2 |     | 0-1 | 2-3 | 1-1 | 2-1 |
| Motherwell                                                 | 1-1 | 0-1 | 2-1 | 0-1 | 1-2 | 2-3 | 0-0 | 0-1 |     | 1-4 | 4-0 | 3-1 |
| Rangers                                                    | 2-0 | 0-2 | 4-0 | 4-0 | 1-0 | 0-3 | 1-1 | 2-1 | 4-1 |     | 2-1 | 2-1 |
| St Johnstone                                               | 0-1 | 0-3 | 0-0 | 2-0 | 0-2 | 2-0 | 1-0 | 0-3 | 0-2 | 0-2 |     | 2-1 |
| St Mirren                                                  | 2-1 | 0-1 | 1-1 | 2-2 | 2-2 | 1-0 | 1-2 | 0-2 | 1-1 | 1-3 | 1-2 |     |
| - Victoire à domicile - Match nul - Victoire à l'extérieur |     |     |     |     |     |     |     |     |     |     |     |     |

Matchs 23-33
| Résultats (▼dom., ►ext.)                                   | ABE | CEL | DUN | HAM | HEA | HIB | INV | KIL | MOT | RAN | JOH | MIR |
| Aberdeen                                                   |     |     |     | 1-0 | 0-0 | 0-1 |     | 5-0 |     | 0-1 |     |     |
| Celtic                                                     | 1-0 |     |     | 2-0 | 4-0 | 3-1 |     |     |     | 3-0 |     | 1-0 |
| Dundee                                                     | 3-1 | 1-3 |     |     |     | 3-0 | 1-0 |     |     |     | 2-0 |     |
| Hamilton                                                   |     |     | 1-1 |     | 0-2 |     |     | 1-1 |     | 0-1 | 0-0 |     |
| Heart of Midlothian                                        |     |     | 2-1 |     |     |     |     | 0-2 | 0-0 | 1-0 | 1-0 | 3-2 |
| Hibernian                                                  |     |     |     | 1-2 | 2-2 |     | 2-0 | 2-1 |     | 0-2 |     |     |
| Inverness CT                                               | 0-2 | 3-2 |     | 1-1 | 1-1 |     |     |     | 3-0 |     | 2-0 |     |
| Kilmarnock                                                 |     | 0-4 | 1-1 |     |     |     | 1-1 |     | 3-1 |     |     | 2-0 |
| Motherwell                                                 | 2-1 | 2-0 | 2-1 | 1-0 |     | 2-0 |     |     |     |     |     | 0-1 |
| Rangers                                                    |     |     | 2-3 |     |     |     | 1-0 | 2-1 | 6-0 |     | 4-0 |     |
| St Johnstone                                               | 0-0 | 0-1 |     |     |     | 1-1 |     | 0-0 | 1-0 |     |     | 0-0 |
| St Mirren                                                  | 3-2 |     | 1-1 | 3-1 |     | 0-1 | 3-3 |     |     | 0-1 |     |     |
| - Victoire à domicile - Match nul - Victoire à l'extérieur |     |     |     |     |     |     |     |     |     |     |     |     |

Matchs 33-38
Equipes 1-6
| Résultats (▼dom., ►ext.)                                   | CEL | DUN | HEA | KIL | MOT | RAN |
| Celtic                                                     |     | 4-1 |     |     | 4-0 |     |
| Dundee                                                     |     |     | 2-1 | 4-2 | 4-0 |     |
| Heart                                                      | 0-3 |     |     |     | 3-3 |     |
| Kilmarnock                                                 | 0-2 |     | 2-2 |     |     | 1-5 |
| Motherwell                                                 |     |     |     | 1-1 |     | 0-5 |
| Rangers                                                    | 0-0 | 2-0 | 4-0 |     |     |     |
| - Victoire à domicile - Match nul - Victoire à l'extérieur |     |     |     |     |     |     |

Equipes 7-12
| Résultats (▼dom., ►ext.)                                   | ABE | HAM | HIB | INV | JOH | MIR |
| Aberdeen                                                   |     |     |     | 1-0 | 0-2 | 0-1 |
| Hamilton                                                   | 1-1 |     | 1-0 | 1-2 |     |     |
| Hibernian                                                  | 1-3 |     |     |     | 1-2 | 1-1 |
| Inverness                                                  |     |     | 2-0 |     |     | 1-0 |
| St Johnstone                                               |     | 1-0 |     | 0-3 |     |     |
| St Mirren                                                  |     | 0-1 |     |     | 0-0 |     |
| - Victoire à domicile - Match nul - Victoire à l'extérieur |     |     |     |     |     |     |

## Classement des buteurs
Mis à jour le 20 mai 2011.
| Rang | Joueur           | Équipe              | Buts |
| ---- | ---------------- | ------------------- | ---- |
| 1    | Kenny Miller     | Rangers             | 21   |
| 2    | Gary Hooper      | Celtic              | 20   |
| 3    | David Goodwillie | Dundee United       | 17   |
| 4    | Nikica Jelavić   | Rangers             | 16   |
| 5    | Adam Rooney      | Inverness CT        | 15   |
| 5    | Conor Sammon     | Kilmarnock          | 15   |
| 5    | Anthony Stokes   | Hibernian/Celtic    | 15   |
| 8    | Michael Higdon   | St. Mirren          | 14   |
| 9    | Rudolf Skácel    | Heart of Midlothian | 13   |
| 10   | Nick Blackman    | Motherwell/Aberdeen | 12   |

## Récompenses

### Trophées annuels
| Prix                              | Vainqueur        |
| --------------------------------- | ---------------- |
| Joueur de l'année                 | Emilio Izaguirre |
| Entraîneur de l'année             | Mixu Paatelainen |
| Meilleur jeune de l'année         | David Goodwillie |
| But de l'année                    | Derek Riordan    |
| Arrêt de l'année                  | Marián Kello     |
| Meilleur jeune de moins de 19 ans | Jason Holt       |

### Récompenses mensuelles
| Mois      | Entraîneur du mois | Entraîneur du mois  | Joueur du mois   | Joueur du mois      | Jeune joueur du mois | Jeune joueur du mois |
| Mois      | Entraîneur         | Club                | Joueur           | Club                | Joueur               | Club                 |
| --------- | ------------------ | ------------------- | ---------------- | ------------------- | -------------------- | -------------------- |
| Août      | Walter Smith       | Rangers             | Kenny Miller     | Rangers             | James Forrest        | Celtic               |
| Septembre | Neil Lennon        | Celtic              | Kenny Miller     | Rangers             | Chris Maguire        | Aberdeen             |
| Octobre   | Terry Butcher      | Inverness CT        | Steven Naismith  | Rangers             | Ki Sung-Yueng        | Celtic               |
| Novembre  | Jim Jefferies      | Heart of Midlothian | Alexei Eremenko  | Kilmarnock          | David Templeton      | Heart of Midlothian  |
| Décembre  | Mixu Paatelainen   | Kilmarnock          | Marius Žaliūkas  | Heart of Midlothian | David Templeton      | Heart of Midlothian  |
| Janvier   | Neil Lennon        | Celtic              | Biram Kayal      | Celtic              | Jamie Ness           | Rangers              |
| Février   | Colin Calderwood   | Hibernian           | Marián Kello     | Heart of Midlothian | Callum Booth         | Hibernian            |
| Mars      | Peter Houston      | Dundee United       | David Goodwillie | Dundee United       | Johnny Russell       | Dundee United        |
| Avril     | Neil Lennon        | Celtic              | Allan McGregor   | Rangers             | Jamie Murphy         | Motherwell           |

## Bilan de la saison
| Championnat d'Écosse de football 2010-2011                        |                                    |
| Champion                                                          | Rangers Football Club (54e titre)  |
| Dauphin                                                           | Celtic Football Club               |
| Coupes et trophées                                                |                                    |
| Vainqueur de la Coupe d'Écosse 2010-2011                          | Celtic Football Club               |
| Vainqueur de la Coupe de la Ligue écossaise de football 2010-2011 | Rangers Football Club              |
| Qualifications continentales                                      |                                    |
| Ligue des champions de l'UEFA 2011-2012                           | Rangers Football Club              |
| Ligue Europa 2011-2012                                            | Celtic Football Club               |
| Ligue Europa 2011-2012                                            | Heart of Midlothian                |
| Ligue Europa 2011-2012                                            | Dundee United                      |
| Promotions et relégations                                         |                                    |
| Promus en Scottish Premier League                                 | Dunfermline Athletic Football Club |
| Relégués en Scottish First Division                               | Hamilton Academical Football Club  |